# Allemagne de l'Est aux Jeux olympiques d'été de 1988
L'Allemagne de l'Est participe aux Jeux olympiques d'été de 1988 à Séoul en Corée du Sud. 259 athlètes est-allemands, 157 hommes et 102 femmes, ont participé à 157 compétitions dans 16 sports. Ils y ont obtenu 102 médailles : 37 d'or, 35 d'argent et 30 de bronze.